# 2004年夏季奧林匹克運動會中國香港代表團
2004年雅典奥运香港代表团于2004年7月30日正式成立。本届代表团由68人组成，其中运动员33名，参赛人数比上届悉尼奥运会多2人；参赛项目10项主要包括游泳、羽毛球、乒乓球、划艇、击剑、自行车和铁人三项等，其中乒乓球队8人，游泳队7人和击剑队3人；乒乓球队的男子双打项目为香港夺得一枚銀牌；击剑和铁人三项是香港选手新参赛的项目；游泳选手蔡晓慧在8月13日的开幕式上担任旗手，乒乓球手李靜及高禮澤則憑藉在雅典奧運會的出色表現而一同成為閉幕禮中國香港代表團持旗手。

## 獎牌統計
| 2004年雅典奥运奖牌详表 |         |                  |              |              |      |
| 顺序                   | 日期    | 项目             | 姓名         | 名次（奖牌） | 成绩 |
| 1                      | 8月21日 | 乒乓球：男子双打 | 高礼泽、李静 | 银牌         |      |

| 希腊雅典·廿八届夏奥会·中国香港·奖牌列65位 |         |        |      |      |      |          |
| 顺序                                      | 日期    | 位次   | 金牌 | 银牌 | 铜牌 | 奖牌总数 |
| 第8天                                     | 8月21日 | 第65位 |      | 1    |      | 1        |

## 其他項目結果

### 田徑
男子100米：
- 蔣偉洪 - 第一場：10.70 秒

### 羽毛球
男子單打：
- 吳蔚 - 32強淘汰

女子單打：
- 王晨 - 複賽淘汰
- 凌婉婷 - 32強淘汰

女子雙打：
- 官惠慈 and 李詠梅 - 32強淘汰

### 單車

#### 公路單車賽
男子個人賽:
- 黃金寶 - 未完成

#### 單車場地賽
男子記分賽:
- 黃金寶 - 總成績第20名，2分

### 劍擊
男子個人花劍：
- 劉國堅 - 64強淘汰

女子個人花劍：
- 陳盈敏 - 64強淘汰

女子個人佩劍：
- 周梓淇 - 32強淘汰

### 滑浪風帆
女子奧運板：
- 李麗珊 - 總成績第4名

### 射擊
女子10米氣手槍：
- 盧嘉琪 - 371分，（總成績第34名）

### 鐵人三項
男子鐵人三項：
- 李致和 - 2:03:30.39（總成績第43名）

| 国际奥委会 - 国际奥运会 - 国际夏奥委会－希腊雅典·第28届夏奥委会 - 中国奥委会        |
| 28届夏奥委会兩岸三地各代表团－中华人民共和国代表团－中华台北代表团 - 中國香港代表团 |